# Преображение Господне (Негуш)
„Свето Преображение Господне“ (на гръцки: Μεταμόρφωση του Σωτήρος) е православна църква в южномакедонския град Негуш (Науса), Егейска Македония, Гърция. Храмът е митрополитска църква на Берската, Негушка и Камбанийска епархия на Църквата на Гърция.
Църквата е разположена в центъра на града, до Сефердзиевото училище в историческата махала Пуляна. Изграждането на храма започва на мястото на по-малък параклис в 1932 година и завършва в 1939 година, когато църквата е и открита. Спомоществуватели на строежа са негушани емигранти от Бостън, САЩ.
В архитектурно отношение е кръстокуполна базилика с внушителна камбанария. Иконостасът е мраморен с преносими икони. Изписването на вътрешността започва веднага в 1939 година от руски зограф, който обаче в 1940 година напуска Гърция и оставя изписани само купола и апсидата. В храма има много икони на негушкия зограф Христодулос Матеу.
В 2002 година боровете на площада до храма са обявени за защитен паметник.